# Панчо Цагарски
Панчо Стаменов Цагарски е български занаятчия – калпакчия и политик, кмет на Орхание (1898 – 1901).

## Биография
Произхожда от известния Цагарски род. Брат е на Стоян Цагарски и е баща на загиналия в Балканската война поет Стамен Панчев. По време на неговото управление на Орхание започва строежът на Прогимназията в града. Организирана е изложба на пашкули и коприна, на която присъства и земеделският министър Константин Величков. Той съдейства за откриване на Държавна земеделска бубарница в Орхание, която се простира на площ от 40 дка. Засаждат се черничеви дървета за нуждите на бубарството. По-късно на това място е изградено Земеделското девическо училище.